# مطار حسن بولاتكان
مطار حسن بولاتكان (بالتركية: Hasan Polatkan Havalimanı)‏ هو مطار دولي يخدم مدينة إسكي شهر. يقع في كلية الملاحة الجوية والفضائية بجامعة الأناضول.

## شركات الطيران
| شركـات طيـران     | الوجهات                                 |
| ----------------- | --------------------------------------- |
| Corendon Airlines | موسمي: مطار بروكسل الدولي               |
| صن إكسبريس        | مطار بروكسل الدولي                      |
| توي فلاي بلجيكا   | مطار بروكسل الدولي موسمي: Ostend/Bruges |